# Pogradec
Pogradec (albanisch indefinit, definit Pogradeci; türkisch Pogradaş) ist eine Kleinstadt im Südosten Albaniens am Südufer des Ohridsees. Pogradec hat 17.371 Einwohner (Volkszählung 2023) und gehört zu den 20 größten Städten des Landes. Die Stadt ist eine der wichtigsten touristischen Ziele des Landes und Amtssitz der gleichnamigen Gemeinde (bashkia).

## Geographie
Pogradec liegt an der südwestlichen Ecke des Ohridsees, eingeengt zwischen zwei Hügelzügen. Im Südosten der Stadt öffnet sich eine kleine Ebene, die von der großen südostalbanischen Tiefebene von Korça durch Hügel getrennt ist. Die nordmazedonische Grenze bei Sveti Naum ist nur sechs Kilometer entfernt. Der rund 26 Kilometer im Norden gelegene Grenzübergang bei Qafë Thana ist jedoch der wichtigste der beiden Länder.
Pogradec liegt in der Pufferzone des UNESCO-Welterbes Natur- und Kulturerbe der Ohrid-Region.
In Pogradec herrscht ein Übergangsklima zwischen mediterran und kontinental. Die Winter sind meist kalt und niederschlagsreich, die Sommer heiß und trocken.
2015 wurden Pogradec mit den übrigen Gemeinden des ehemaligen Kreises Pogradec zusammengelegt und umfasst jetzt das ganze Ufer des Ohridsees auf albanischer Seite, viel Bergland sowie die direkten Vororte. Die ehemaligen Gemeinden sind heute Njësitë administrative (Verwaltungseinheiten) der Bashkia Pogradec.
Die Gemeinde hat 46.070 Einwohner (Volkszählung 2023). Im Vergleich zum Jahr 2011 mit 61.530 Einwohnern verzeichnete die Region einen Rückgang von einem Viertel der Bevölkerung.
| Name      | Einwohner 2023 | Einwohner 2011 | Gemeindeart |
| --------- | -------------- | -------------- | ----------- |
| Pogradec  | 17.371         | 20.848         | Bashkia     |
| Buçimas   | 11.882         | 15.687         | Komuna      |
| Çërrava   | 4.655          | 7.009          | Komuna      |
| Dardhas   | 1.684          | 2.182          | Komuna      |
| Hudenisht | 4.447          | 5.990          | Komuna      |
| Proptisht | 2.907          | 4.785          | Komuna      |
| Trebinja  | 1.500          | 2.481          | Komuna      |
| Velçan    | 1.624          | 2.548          | Komuna      |

## Geschichte
Die Ufer des Ohridsees sind schon seit der Jungsteinzeit (6000 v. Chr.) besiedelt. Die ersten historischen Siedler waren die illyrischen Encheleer (8. und 7. Jahrhundert v. Chr.), welche um Pogradec viele Spuren hinterließen. So auf dem Hügel oberhalb der Stadt, der von ihnen im 5. Jahrhundert v. Chr. erstmals befestigt wurde und bis zum Einfall der Slawen im 6. Jahrhundert bestand. Beim Dorf Selca e Poshtme wurden mehrere illyrische Königsgräber gefunden, die zwischen 4. und 1. Jahrhundert v. Chr. datieren. Sie gehörten zur antiken Stadt Pelion, die 547/548 n. Chr. von den Slawen zerstört wurde. Im 10. Jahrhundert wurde die Siedlung auf dem Hügel oberhalb der Stadt aufgegeben und an der heutigen Stelle wurde die neue Stadt Pogradec gegründet. Gleichzeitig wurde der Hügel von Bulgaren neu befestigt. Der Name Pogradec ist slawischen Ursprungs und wird aus den zwei Wörtern pod (unter) und gradec (kleine Stadt) gebildet und bezieht sich somit auf die Lage der neuen Stadt, die unterhalb der „kleinen (alten/illyrischen) Stadt“ liegt.
Während des 18. Jahrhunderts wurde die Stadt unter der osmanischen Herrschaft zu einem administrativen Zentrum der Region. Wegen der vielen Kriege – darunter die beiden Balkankriege, der Erste Weltkrieg und der Zweite Weltkrieg – wurden die alten Bauten der Stadt größtenteils zerstört. Trotzdem konnten einige charakteristische Bauten der Region überdauern und wurden zu Kulturdenkmälern ernannt.

## Wirtschaft

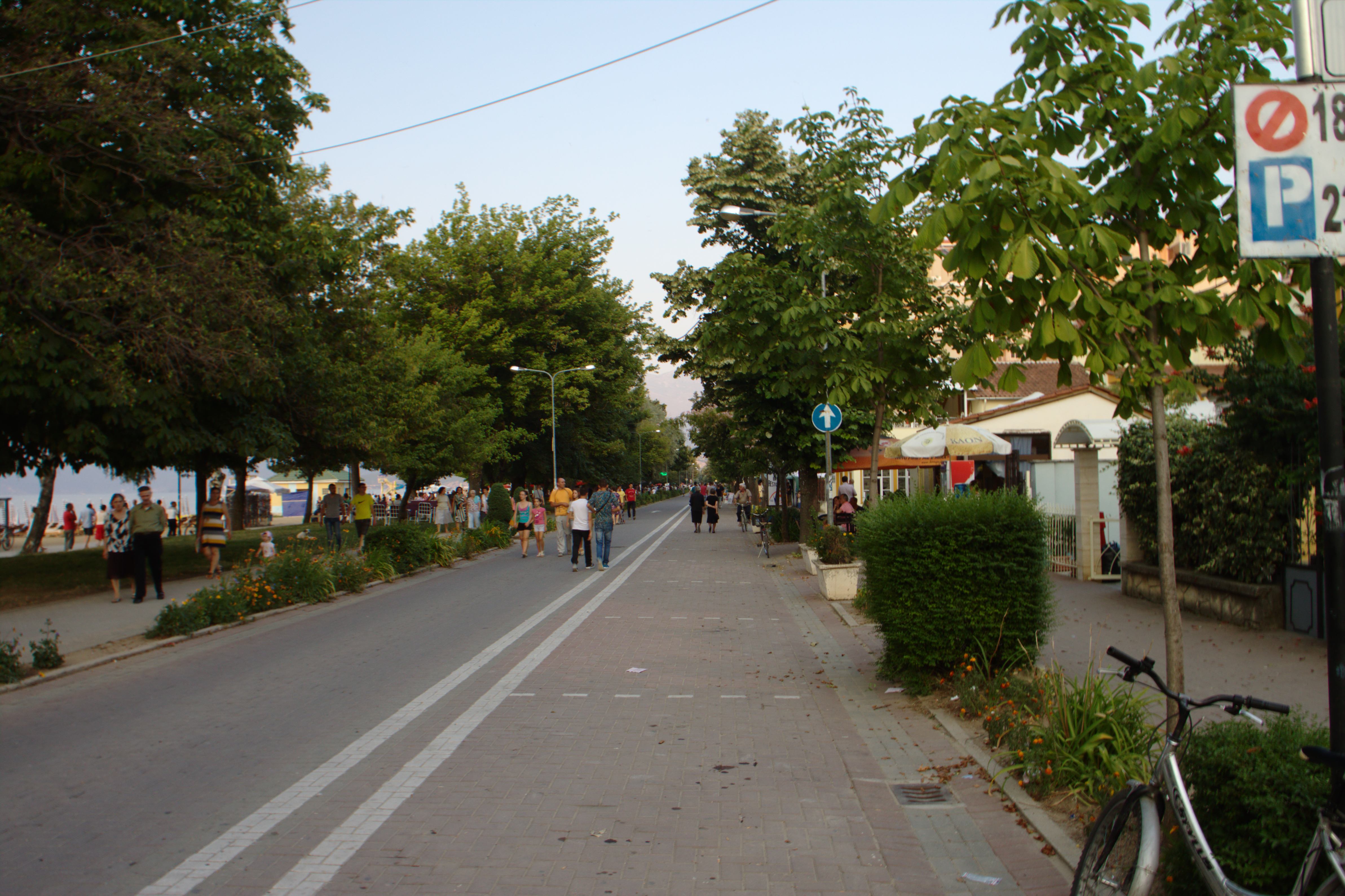
Uferstraße (2015)

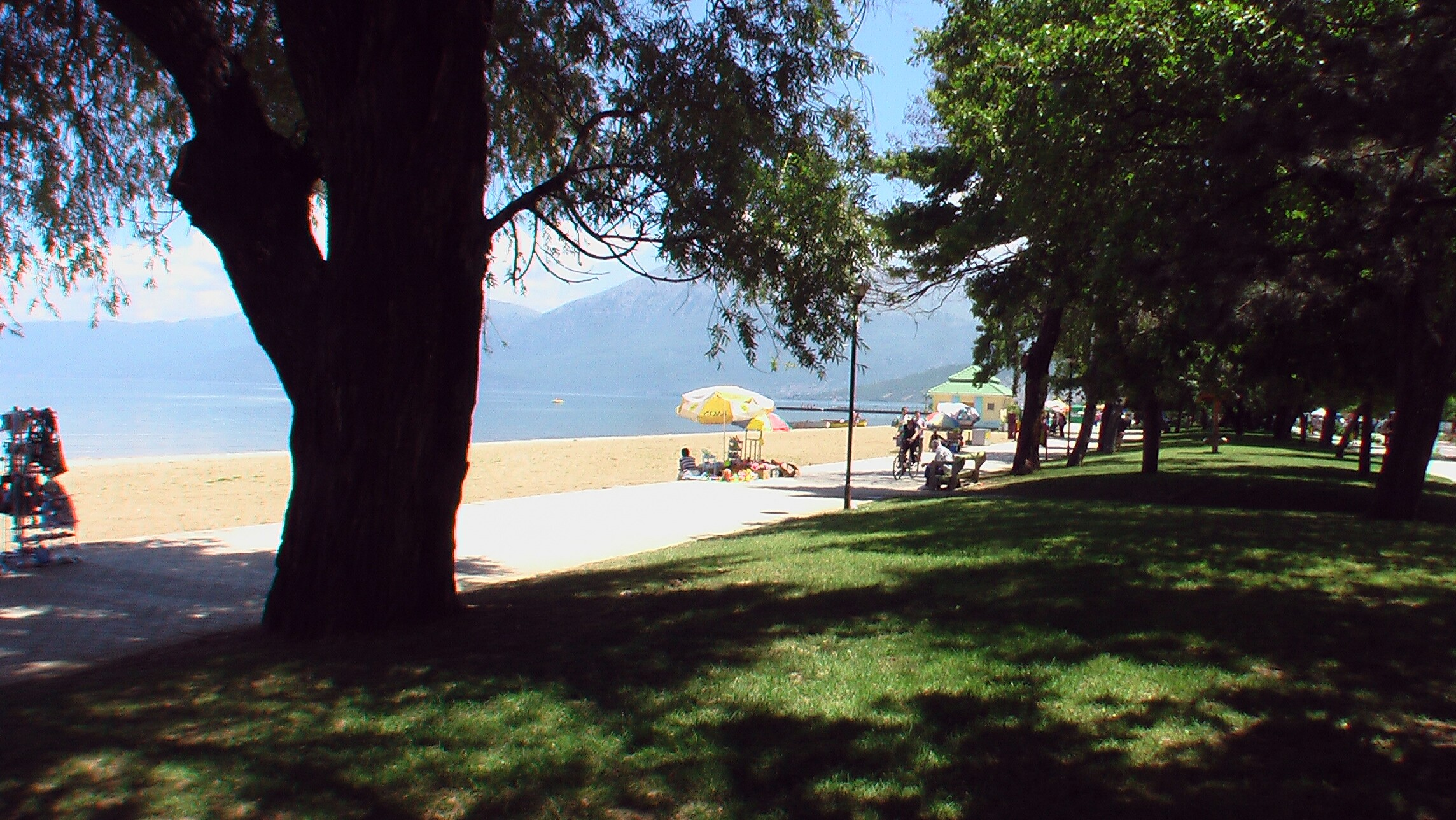
Uferpromenade (2013)

Pogradec war im Kommunismus ein Zentrum des Bergbaus und der Nahrungsmittelindustrie. Die Region ist für ihre Vielfalt an Früchten und Gemüsen bekannt, die in einem rund 400 Meter breiten Streifen entlang des Seeufers zwischen Lin und Tushemisht auf 1500 Hektar bewässerter Fläche angebaut werden. Für den lokalen Markt werden Raki und Wein produziert.
In der Stadt gibt es einige Möbelfabriken, kleinere metallverarbeitende Fabriken und eine Textilfabrik. In den Ruinen der 1994 stillgelegten Eisennickelerz-Aufbereitungsanlage Gur i kuq drei Kilometer nördlich der Stadt hat sich ein Betrieb zur Herstellung von Eisenformteilen eingerichtet. In den Minen der Region gibt es wieder geringe Bergbauaktivitäten.
Als wichtiger Wirtschaftsfaktor galten einst die ausgedehnten Kastanienwälder (Castanea sativa), die auf 800–1200 Meter Höhe in den Hügeln nahe der Stadt eine Fläche von über 1000 Hektar bedecken. Vernachlässigung und Ziegenfraß führten zu Strauchformen. Nachdem die Bäume deswegen Anfang der 1990er Jahre auf den Stock zurückgeschnitten und 150 Hektar neu angepflanzt worden waren, können seit wenigen Jahren wieder Kastanien geerntet werden. Kastanienholz wird als Parkett, allgemein zum Hausbau und als Brennholz verwendet. An der Forstverwaltung in der Praxis zum Schutz der Wälder mangelt es noch.
Ein Entsorgungsproblem sind die 30 bis 35 Tonnen Müll, die in Pogradec pro Tag anfallen. Abgelagert werden sie bisher in einem Tal beim Dorf Gurras beidseits der Straße zum früheren Kohlebergwerk von Alarup. Alternativstandorte, die von Ökologen ebenso kritisch beurteilt werden, sind seit Jahren in der Diskussion.
Fortschritte ergaben sich bei der Abwasserbehandlung. Ein Drittel der Abwässer aus der Stadt wurden bisher über einen Kanal nach Drilon und dort ungeklärt in den See geleitet. Die restlichen zwei Drittel und die Abwässer der umliegenden Dörfer wurden direkt in Bäche oder den Boden abgelassen. Seit 2007 ist eine mit Unterstützung der Kreditanstalt für Wiederaufbau und der Direktion für Entwicklung und Zusammenarbeit gebaute Kanalisation in Betrieb. Ein neues Klärsystem soll 60 Prozent der Abwässer der Gegend behandeln.
Eine bessere Wasserqualität des Ohridsees in der Umgebung von Pogradec ist auch für den Tourismus von Vorteil. Dieser gilt seit dem Zusammenbruch des Sozialismus als wichtiger Wirtschaftszweig. Viele Albaner entfliehen im Sommer der Hitze der Küstengegend und machen Urlaub am kühleren See, der auf fast 700 m Höhe liegt. In den letzten Jahren sind zahlreiche private Hotels entstanden. Hierfür bemüht sich die Verwaltung auch um optische Aufwertung der Innenstadt: 2007 war eine gepflasterte Fußgängerzone mit Pflanzenkübeln fast fertiggestellt; es gibt eine von den Vereinten Nationen unterstützte Bürgerinitiative, die Grünflächen anlegt. Die Uferpromenade wird regelmäßig von Müll gesäubert und die Aufstellung von Abfallbehältern in den Grünanlagen ist geplant.

## Sehenswürdigkeiten
Von touristischem Interesse ist insbesondere der Ohridsee mit seinen Badestränden. In der Umgebung sind als Sehenswürdigkeiten zu erwähnen:
- Tushemisht, Badeort östlich der Stadt, einst ein beliebtes Reiseziel König Zogus I. und des ehemaligen Diktators Enver Hoxha
- Drilon, ein kleiner Park mit Quellen in der Nähe des Dorfes Tushemisht mit einer chinesischen Brücke, welche von den Chinesen während der Zeit des Sozialismus erbaut wurde.
- Lin, ein kleines, schmuckes Dorf ca. 20 Kilometer nördlich am Ohridsee.
- Selca, illyrische Gräber aus dem 4. Jahrhundert vor Christus ca. 40 Kilometer nordwestlich von Pogradec.
- Golik-Brücke, eine von den Osmanen im 17. Jahrhundert erbaute Brücke über den Fluss Shkumbin.
- Guri Kamjes (Stein von Kamja), ein freistehender und von Weitem sichtbarer Felsen in den Bergen südwestlich der Stadt, der vom Wind und der Erosion geformt wurde.

## Verkehr
Die Stadt ist durch eine Fernstraße mit Ohrid (Nordmazedonien), Elbasan und Korça (weiter nach Kapshtica an der Grenze nach Griechenland) verbunden. Der Straßenabschnitt nördlich der Stadt, entlang des Ohridsees, ist Stand 2022 ausgebaut; verbreitert und hergerichtet.
Bis zum Bergwerk Gur i kuq wurde in kommunistischer Zeit eine Eisenbahnlinie errichtet, die von Elbasan durchs Shkumbintal nach Pogradec führt. Die albanischen Eisenbahn HSH bedient die Strecke nicht mehr; der Bahnverkehr ruht und angesichts des Gleiszustandes ist nicht abzusehen, wann hier wieder Züge verkehren werden. Von Gur i kuq (deutsch Roter Stein) wenige Kilometer außerhalb verkehren städtische Busse ins Stadtzentrum.

## Sport
Der lokale Fußballverein KS Pogradeci spielt in der dritten Liga.

## Persönlichkeiten
- Gjergj Pekmezi (1872–1938), Sprachwissenschaftler und Publizist
- Lasgush Poradeci (1899–1987), Schriftsteller
- Dhimitër Pasko (1907–1967), Schriftsteller und Übersetzer
- Dhimitër Xhuvani (1934–2009), Schriftsteller
- Ilmi Sulollari (* 1935), Sänger
- Luan Starova (1941–2022), Schriftsteller
- Llambi Gegprifti (1942–2023), Politiker
- Roza Dhami (* 1946), Sängerin
- Artion Alillari (* 1995), Fußballspieler